# حبيل المدافن (الملاح)

تعديل مصدري - تعديل

حبيل المدافن هي إحدى قرى عزلة الملاح بمديرية الملاح التابعة لمحافظة لحج، بلغ تعداد سكانها 196 نسمة حسب تعداد اليمن لعام 2004.